# 터빈 열팽창
터빈 열팽창에 대해 설명한다.
상대팽창(Differential Expansion)은 추력베어링(Thrust Bearing)을 기준으로 하는 로타와 저압터빈 중심부를 기준인 케이싱의 팽창하는 차이를 말한다. 이때 케이싱보다 축의 팽창량이 클 경우는 (＋)(Rotor Long)，팽창량이 적을 경우에는 (－)(Rotor Short)로　표시한다.
상대팽창이 허용치를 초과하면 다이아프램과 케이싱 등 고정부와 회전날개와 같은 회전부의 접촉으로 손상 및 고장의 원인이 된다. 운전조건 변화 등을 통해 정상화 시켜주어야 한다.